# 주나우루 중화민국 대사관
주나우루 중화민국 대사관(中華民國駐諾魯大使館, Embassy of the Republic of China (Taiwan) in Nauru)은 중화민국이 나우루 아이워구에 설치했던 대사관이다.

## 역사
- 1980년 5월 4일 중화민국과 나우루 양국간의 외교관계가 수립되었다. 이에 주나우루 중화민국 총영사관(中華民國駐諾魯總領事館, Consulate-General of the Republic of China in Nauru)가 개설되었다.
- 1990년 8월 17일 총영사관이 승격해 현재의 주나우루 중화민국 대사관이 되었다가, 2002년 7월 23일 양국 간의 외교 관계가 단절되어 대사관이 폐쇄되었다.
- 2005년 5월 14일에 양국 간의 국교가 재개됨에 따라 동년 8월 8일 대사관이 재개되었다.
- 2024년 1월 14일에 양국 간의 외교 관계가 다시 단절되어 대사관이 다시 폐쇄되었다.

## 같이 보기
- 중화민국 외교부
- 나우루-대만 관계